# Serranía de Cuenca

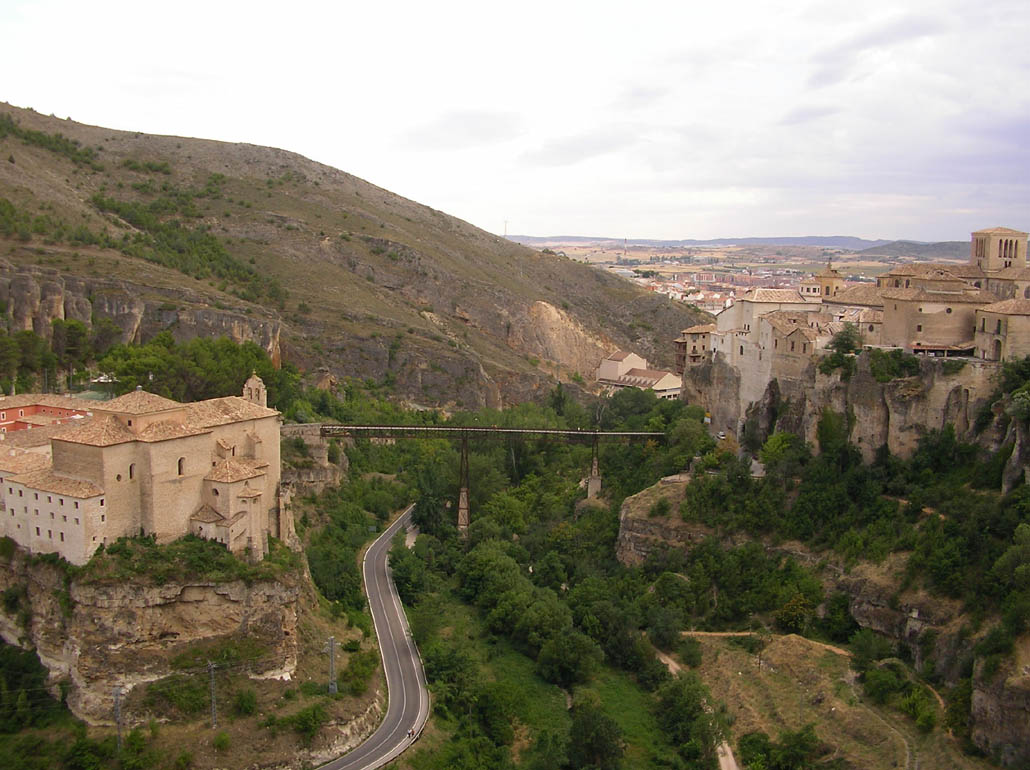
Gorja del Huécar

La Serranía de Cuenca és una de les serres més grans d'Espanya. Se situa al Sistema Ibèric, a la part nord-oriental de la província de Conca i a la zona sud de la província de Terol. En el cas de Conca, també forma una comarca.
Els punts més alts són la Muela de San Felipe (1.839 m) i la Muela de la Mogorrita.

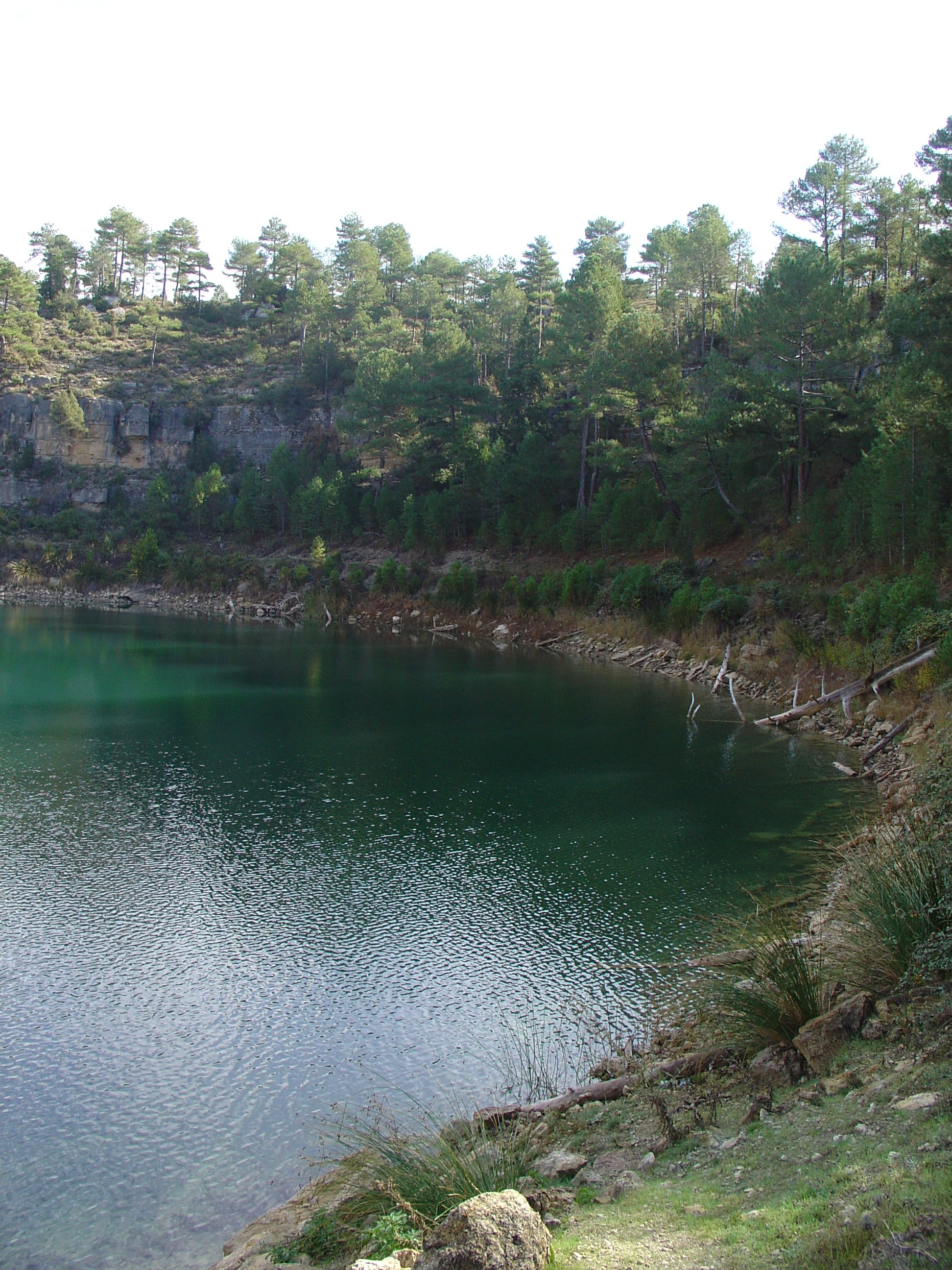
Torca de la Novia o Laguna de la Cruz

Una part del sector central va constituir una reserva de caça entre el 1973 i el 2007, cosa que va permetre una bona conservació de flora i fauna. En l'actualitat forma part del Parc Natural de la Serranía de Cuenca. Es preveu la protecció com a parc natural de 89.200 hectàrees, que comprendrien aquesta reserva més dues grans zones d'ampliació al nord i al sud. Com el nom indica, la Serranía de Cuenca no és una zona d'alta muntanya, sinó una successió d'abruptes formes de relleu i intricades formacions geològiques, amb espesses masses forestals de pins. Els rius principals són el Cuervo i l'Escabas, afluents del Tajo i el Xúquer.
Cap al sud de la reserva hi ha les formacions geològiques de Las Torcas, fosses naturals enmig de pinedes i que contenen llacunes. N'hi ha diverses, com les torcas de Palancares, les de Cañada del Hoyo i, al sud, les de Porto del Rocho. A l'anomenada Tierra Muerta, una zona solitària de savina al voltant de la població de La Cierva, les extensions de savines són molt importants. Al costat del riu Huécar comença un seguit d'engorjats. Al sud de Conca, però lligat a aquest espai natural, el riu Xúquer desenvolupa uns interessants meandres amb cingleres espectaculars.
Des que, el 1973, es va establir la reserva nacional de caça al sector central, la població de cabirols, senglars i muflons no ha fet més que créixer. També hi ha poblacions de cabra salvatge i voltors.

## Comarca
La comarca de la Serranía de Cuenca és formada pels municipis d'Albaladejo del Cuende, Alcalá de la Vega, Algarra, Barchín del Hoyo, Beteta, Buenache de la Sierra, Fresneda de Altarejos, Huélamo, Zarzuela, Cañizares, Fuertescusa, Palomera, Las Majadas, Valdemeca, Sotorribas, La Cierva, Portilla, Villalba de la Sierra, Valdemoro-Sierra, Vega del Codorno, Cañamares, Campillos-Sierra, Huerta del Marquesado, Villaconejos de Trabaque, Tejadillos, Poyatos, La Frontera, Arcos de la Sierra, Alcantud, Beamud, Campillos-Paravientos, Víllora i Tragacete.

## Gastronomia de la regió
Les gachas serranas de la comarca de la Serranía de Cuenca són una variant de les gachas manchegas, plat ancestral de la zona de La Manxa en què un dels ingredients principals és la farina de guixa (Lathyrus sativus).
Les gachas serranas es preparen afegint patates i bolets a la barreja. Tradicionalment, les gachas es mengen directament de la paella amb una cullera tot just després de treure-les del foc.